# Astronia badia
Astronia badia är en tvåhjärtbladig växtart som beskrevs av Elmer Drew Merrill. Astronia badia ingår i släktet Astronia och familjen Melastomataceae. Inga underarter finns listade i Catalogue of Life.